# 平伸二
平 伸二（ひら しんじ、1959年3月7日 - ）は、日本の心理学者。福山大学人間文化学部心理学科教授。

## 経歴
広島県生まれ。広島修道大学大学院人文科学研究科心理学専攻博士後期課程を修了。博士（心理学）。
広島県警察本部刑事部科学捜査研究所心理研究室研究員、東亜大学総合人間・文化学部総合人間・文化学科教授を経て、現職。
2015年度から学部長。2019年度から学長補佐（総務、危機管理、IR）兼大学院人間科学研究科長。2021年度から副学長兼大学院人間科学研究科長。

## 専門
専門は生理心理学、犯罪心理学。科学捜査研究所勤務の経験を生かして、「脳波を指標としたウソ発見」「安全・安心まちづくり」「青色・白色複合LED防犯灯」「万引き防止」「性犯罪抑止」の研究を行っている。公益社団法人広島被害者支援センター理事、広島県子どもの安全な環境づくりパートナーなどを務め、誰もが安全・安心に暮らせるまちづくりを目指してゼミ生とともに活動中。

## 担当授業
- 学部　司法・犯罪心理学、神経・生理心理学、心理学総論、犯罪心理学課題実習、犯罪心理学専門ゼミ、卒業研究
- 大学院　司法・犯罪分野に関する理論と支援の展開、心理臨床学特別演習I・Ⅱ

## 著書・訳書
- 単著 1．平　伸二　（1998）　表出行動とウソ発見の心理学　多賀出版
- 共編著  1．松田文子・調枝孝治・甲村和三・神宮英夫・山崎勝之・平　伸二　（1996）　心理的時間――その広くて深いなぞ――　北大路書房  2．平　伸二・中山　誠・桐生正幸・足立浩平　（2000）　ウソ発見――犯人と記憶のかけらを探して――　北大路書房  3．田口真二・平　伸二・池田　稔・桐生正幸　（2010）  性犯罪の行動科学――発生と再発の抑止に向けた学際的アプローチ――　北大路書房
- 分担執筆  1．杉之原正純・松田　俊・平　伸二　（1985）　精神テンポの基礎的実験研究　広島修道大学総合研究所  2．平　伸二　（1985）　人格と適応　河合伊六（編著）　教育心理学概論　学術図書出版  3．杉之原正純・平　伸二・武藤玲路・今若　修　（1993）　精神テンポの基礎的実験研究（2）――精神テンポの機制に関する実験的研究――　広島修道大学総合研究所  4．平　伸二　（1997）　パーソナリティ　山田冨美雄（編著）　シリーズ　医療の行動科学I　医療行動科学のためのミニマム・サイコロジー　北大路書房  5．平　伸二　（1997）　多様な虚偽検出法：中枢系　宮田　洋（監修）　新生理心理学2　北大路書房  6．平　伸二　（2002）　犯罪心理学はもっとおもしろくなる：精神生理学者から　笠井達夫・桐生正幸・水田恵三（編著）　犯罪に挑む心理学  7．平　伸二　（2004）　心理的時間と脳　松田文子（編著）　時間を作る・時間を生きる――心理的時間入門――　北大路書房  8．平　伸二　（2004）　ウソ発見の現状と未来　松田　俊（編著）　科学的虚偽検出の最前線　北大路書房  9．平　伸二　（2005）　ポリグラフ検査　菅原郁夫・佐藤達哉・黒沢　香（編著）　法と心理学のフロンティアⅡ巻――犯罪・生活編――　北大路書房  10．平　伸二　（2005）　ポリグラフ検査　海保博之（監修）　朝倉心理学講座　第18巻　犯罪心理学　朝倉書店  11．平　伸二　（2006）　嘘の生理心理学的メカニズム－犯罪捜査における嘘発見　箱田裕司・仁平義明（編著）　嘘とだましの心理学　有斐閣  12．平　伸二　（2009）  虚偽検出　宮谷真人・坂田省吾（監修）　心理学基礎実習マニュアル　北大路書房  13．平　伸二　（2011）　青色防犯灯の現状と青色LEDによる新たな防犯灯開発　小俣謙二・島田貴仁（編著）　犯罪と市民の心理学――犯罪リスクに社会はどうかかわるか――　北大路出版  14．平　伸二　（2011）　中枢神経系指標を用いたポリグラフ検査　越智啓太・藤田政博・渡邉和美（編著）　法と心理学の事典 ――犯罪・裁判・矯正――　朝倉書店  15．平　伸二　（2013）　嘘と脳　谷口泰富・藤田主一・桐生正幸（編著）　現代社会と応用心理学7　クローズアップ犯罪　福村出版  16．平　伸二　（2013）　性犯罪　藤永　保（監修）　最新 心理学事典　平凡社  17．平　伸二　（2014）　ポリグラフ検査　下山晴彦（編）　誠信 心理学辞典　新版　誠信書房  18．平　伸二　（2016）　照明と犯罪予防　犯罪心理学事典　日本犯罪心理学会（編）　丸善出版  19．平　伸二　（2017）　脳波を用いたポリグラフ検査　越智啓太・桐生正幸（編著）　テキスト犯罪心理学　北大路出版　20．平　伸二　テロリストの検出とテロ計画の情報収集　越智啓太（編著）　テロリズムの心理学　誠信書房

## 社会における活動
- 公益社団法人広島被害者支援センター理事（2005年4月～）
- 福山市協働のまちづくり推進懇談会委員（2010年3月～2019年3月；副会長）
- 福山市協働のまちづくり事業審査会委員（2010年9月～2019年3月）
- 公益社団法人福山市青少年育成事業団評議員（2012年4月～2019年3月）
- 広島県生徒指導対策外部専門家委員会委員（2013年5月～2019年3月）
- 福山市いじめ問題調査委員会委員（2014年12月～2016年11月）
- 岡山県教育委員会教職員不祥事防止対策チームアドバイザー（2016年3月～2020年3月）

## 学会における活動
- 日本生理心理学会評議員（1998年5月～）
- 日本生理心理学会優秀論文賞選考委員会委員（2006年，2007年，2013年，2014年，2020年）
- 日本犯罪心理学会全国区理事（2009年4月～2012年9月）（2018年12月～）
- 日本犯罪心理学会中国地区理事（2016年4月～2018年12月）
- 日本犯罪心理学会編集委員（2012年9月～2021年3月）
- 中国四国心理学会広島地区理事（2015年4月～）
- 日本教材学会中国支部副代表（2016年4月～）
- 日本心理学会地域別代議員(中国・四国)　（2017年3月～）
- 中国四国心理学会大会第68回大会委員長（2012年11月10日・11日；宮地茂記念館）
- 日本教材学科第30回研究発表大会実行委員長（2018年10月20日・21日；宮地茂記念館）

## 特許
| 2008年 | 「屋外用照明器具及び照明方法」 【公開番号】特開2008-135381（P2008-135381A） 【公開日】平成20年6月12日（2008.6.12）                                 |
| 2008年 | “OUTDOOR ILLUMINATING DEVICE AND ILLUMINATING METHOD” 【国際公開番号】WO/2008/050850 【国際出願番号】PCT/JP2007/070858 【国際公開日】 2008年5月2日 |
| 2010年 | “Outdoor illuminating device and illuminating method” 【公告番号】US20100321930 A1 【出願番号】US 12/445,990 【公開日】 2010年12月23日             |